# Distretto di Phon Sawan
Il distretto di Phon Sawan (in thailandese: โพนสวรรค์) è un distretto (amphoe) della Thailandia, situato nella provincia di Nakhon Phanom.